# Bayanzürkh

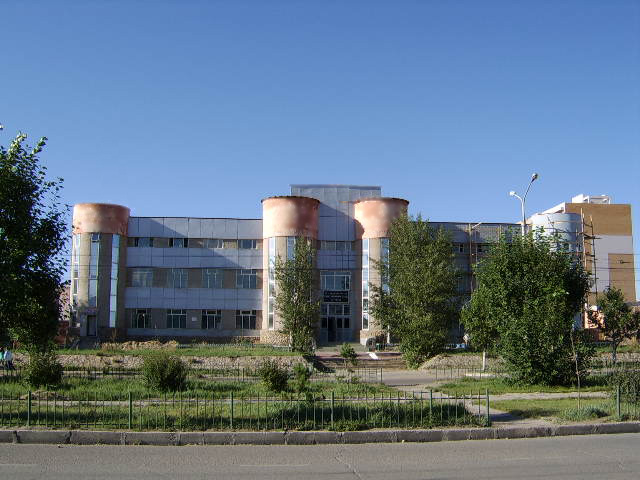
Một toà nhà ở quận Bayanzürkh.

Bayanzürkh (tiếng Mông Cổ: Баянзүрх, trái tim giàu có) là một trong chín Düüreg (quận) tại thủ đô Ulaanbaatar, Mông Cổ. Bayanzürkh được chia thành 20 Khoroo (phường).

Đây là đơn vị hành chính trực thuộc có diện tích lớn nhất thủ đô và nằm tại phía đông thành phố, ở chân của một trong bốn ngọn núi quanh thủ đô tên là Bayanzürkh Uul. Khu vực được thành lập vào năm 1965. Năm 2006, Bayanzürkh có xấp xỉ 184.690 cư dân thuộc 44.138 hộ gia đình. Trên địa bàn có 23 nhà trẻ nhà nước và 19 trường trung học.